# Mito HollyHock
Mito HollyHock (japonês: 水戸ホーリーホック, Hepburn: Mito Hōrīhokku) é um clube profissional de futebol do Japão, fundado em 1990 e jogando atualmente na 2.ª divisão da J. League.

## Estádio
O Mito HollyHock manda seus jogos no Estádio de Kasamatsu.

## Uniforme
Uniforme 1Camisa com listras pretas e vermelhas, calção preto e meias vermelhas.
Uniforme 2Camisa branca com detalhes pretos e vermelhos, calção branco e meias brancas com detalhes pretos.

## Desempenho na J. League
| Temporada | Div. | Tms. | Pos. | Torcedores/G | Copa da Liga Japonesa | Copa do Imperador |
| --------- | ---- | ---- | ---- | ------------ | --------------------- | ----------------- |
| 2000      | J2   | 10   | 9    | 2.021        | 1.ª Fase              | 3.ª Fase          |
| 2001      | J2   | 12   | 11   | 1.559        | 1.ª Fase              | 3.ª Fase          |
| 2002      | J2   | 12   | 10   | 2.739        | —                     | 3.ª Fase          |
| 2003      | J2   | 12   | 7    | 3.085        | —                     | 3.ª Fase          |
| 2004      | J2   | 12   | 9    | 3.773        | —                     | 4.ª Fase          |
| 2005      | J2   | 12   | 10   | 3.334        | —                     | 4.ª Fase          |
| 2006      | J2   | 13   | 10   | 3.017        | —                     | 3.ª Fase          |
| 2007      | J2   | 13   | 12   | 2.415        | —                     | 4.ª Fase          |
| 2008      | J2   | 15   | 11   | 3.044        | —                     | 4.ª Fase          |
| 2009      | J2   | 18   | 8    | 2.673        | —                     | 2.ª Fase          |
| 2010      | J2   | 19   | 16   | 3.608        | —                     | 3.ª Fase          |
| 2011      | J2   | 20   | 17   | 3.349        | —                     | 4.ª Fase          |
| 2012      | J2   | 22   | 13   | 3.973        | —                     | 3.ª Fase          |
| 2013      | J2   | 22   | 15   | 4.630        | —                     | 3.ª Fase          |
| 2014      | J2   | 22   | 15   | 4.734        | —                     | 3.ª Fase          |

Legenda
- Tms. = Número de times
- Pos. = Posição na Liga
- Attendance/G = Média de público na Liga